# Farnley (Yorkshire du Nord)
Farnley est un village et une paroisse civile du Yorkshire du Nord, en Angleterre.